# Stefan Teliga
Stefan Teliga vel Stefan Suchecki, ps. „Teliga”  (ur. 14 czerwca 1896 w Bielinach, zm. 12 lutego 1942 w Kokandzie) – żołnierz Legionów Polskich, oficer Wojska Polskiego, działacz niepodległościowy, kawaler Orderu Virtuti Militari, rolnik, osadnik wojskowy.

## Życiorys
Urodził się 14 czerwca 1896 w Bielinach, w rodzinie młynarskiej z Jana i Władysławy z Chruścielewskich. Absolwent gimnazjum klasycznego w Kielcach.
W 1914 wstąpił do Legionów Polskich. Na czele plutonu 4 pułku piechoty walczył na froncie austriacko-rosyjskim. W czasie walk pod Optową został ranny i dostał się do niewoli. Od lipca 1917 ponownie w Legionach. Ukończył szkołę podchorążych w Bolechowie i w lutym 1918 awansowany na chorążego.
Internowany w Huszt.
W listopadzie 1918 wstąpił do odrodzonego Wojska Polskiego i otrzymał przydział do 25 pułku piechoty.
Walczył w pierwszej linii. Wyróżnił się podczas akcji wypadowej III baonu 25 pp, 31 VIII 1920 na folwark Wólka i walk o wieś Wólka Opalin i Huszczę. Za bohaterstwo w walce odznaczony został Krzyżem Srebrnym Orderu Virtuti Militari.
Po wojnie zdemobilizowany. W ramach osadnictwa wojskowego otrzymał 45 ha ziemi w osadzie Wola Rycerska, w gminie Katerburg powiatu krzemienieckiego.
29 stycznia 1932 został mianowany na stopień kapitana z dniem 2 stycznia 1932 i 3. lokatą w korpusie oficerów rezerwowych piechoty.
W 1939 ponownie zmobilizowany. Jesienią 1939 aresztowany przez NKWD i wywieziony do Kotłasi w obwodzie archangielskim. Zmarł w szpitalu w Kokandzie.
Był żonaty z Zofią z Besterów (1906–2001), z którą miał córkę Zofię (1926–2022), działaczkę społeczną, odznaczoną Orderem Orła Białego.

## Ordery i odznaczenia
- Krzyż Srebrny Orderu Virtuti Militari nr 514
- Krzyż Niepodległości – 17 września 1932 „za pracę w dziele odzyskania niepodległości”[8]
- Krzyż Walecznych czterokrotnie